# Хајдук Вељкова чесма
Хајдук Вељкова чесма непокретно је културно добро под заштиом Завода за заштиту споменика културе Ниш. Налази се на путу који спаја два позната бањска изворишта ,,Борићи" и ,,Врело" одмах код некадашњег Ловачког дома.

## Хајдук Вељкова чесма
Између два бањска излетишта налази се ова чесма која је посвећена како јој име налаже јунаку Хајдук Вељку и на његов велики подвиг у виду првог ослобођења Сокобање од Турака 1808. године нас подсећа.
Према предању током предаха од борби, односно целих годину дана је на овом месту уживао са својим бећарима и то у друштву жена - турских заробљеница. Са колена на колено се преноси прича како је успео завести кћер Али-паше Руменлијског, лепу Шемсу. Након тога опет се војевању вратио и никад се није скрасио, али је са чучук Станом боравио у Сокобањи.